# Loi du 21 juillet 1927 portant rétablissement du scrutin uninominal pour l'élection des députés
Lire en ligne

Wikisource

La loi du 21 juillet 1927 portant rétablissement du scrutin uninominal pour l'élection des députés est une loi de la Troisième République française, votée le 21 juillet 1927, qui abroge la loi du 12 juillet 1919. Elle organise le régime électoral des élections de 1928, 1932 et 1936.
Sa principale disposition est de remplacer le complexe système de vote mis en place par la loi du 12 juillet 1919, qui a allié scrutin majoritaire plurinominal et scrutin proportionnel plurinominal, par un nouveau mode de scrutin, dit « scrutin uninominal majoritaire à deux tours » – qui est en fait le système en vigueur avant 1919.